# Andrei Astaschkin
Andrei Astaschkin (russisch Андрей Асташкин) ist ein ehemaliger sowjetischer Skilangläufer.
Astaschkin gewann bei den Juniorenweltmeisterschaften 1982 in Murau Bronze mit der Staffel und Gold über 15 km und bei den Juniorenweltmeisterschaften 1983 in Kuopio Bronze über 15 km und Gold mit der Staffel. Im März 1984 erreichte er in Murmansk mit dem dritten Platz über 15 km seine einzige Podestplatzierung im Weltcup und holte damit zugleich seine einzigen Weltcuppunkte. Er errang damit den 34. Platz im Gesamtweltcup.